# プラハ
プラハ（チェコ語・スロヴァキア語: Praha）は、チェコ共和国の首都。同国最大の都市であり、中央ヨーロッパ有数の世界都市。人口は約120万人。北緯50度02分、東経14度45分に位置する。プラーグ（英語: Prague）、プラーク（ドイツ語:聞く Prag）、プラーガ（マジャル（ハンガリー）語: Prága）とも呼ばれる。漢字表記は布拉格。
市内中心部をヴルタヴァ川（ドイツ語名：モルダウ）が流れる。古い町並み・建物が数多く現存しており、毎年海外から多くの観光客が訪れる。カレル大学は中欧最古の大学である。尖塔が多くあることから「百塔の街」（City of a Hundred Spires）とも呼ばれる。ティコ・ブラーエが天体観測を行った天文塔もそのひとつである。市内にはヤン・フスが説教を行ったベツレヘム礼拝堂などがある。ウィーンよりも遥かにドイツ寄りに位置し、ボヘミア王を兼ねたドイツ人が神聖ローマ帝国皇帝をつとめ、この地を首都にドイツ民族（および彼らが支配する中欧多民族帝国）に戴かれていた時期もあることから、独自のスラブ文化と併せて一種の国際性も古くから備えた都市となっている。

## 歴史

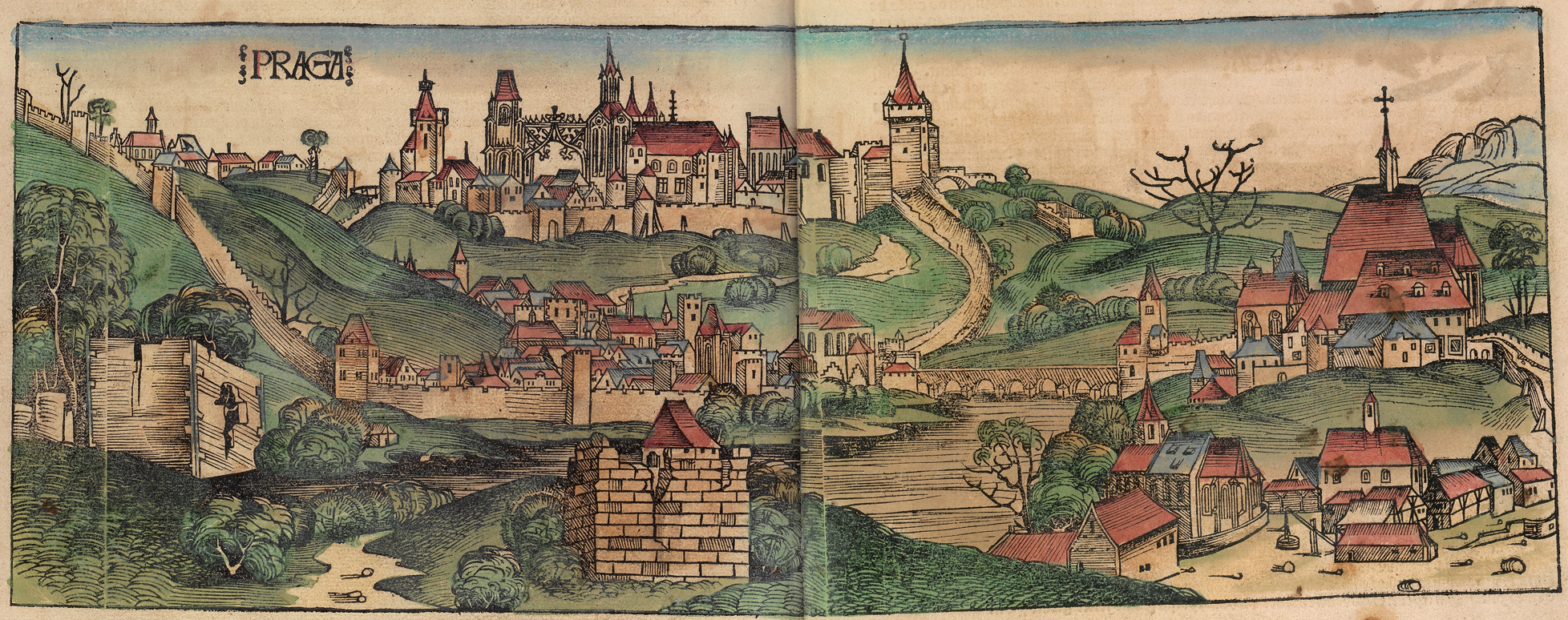
1493年頃のプラハ

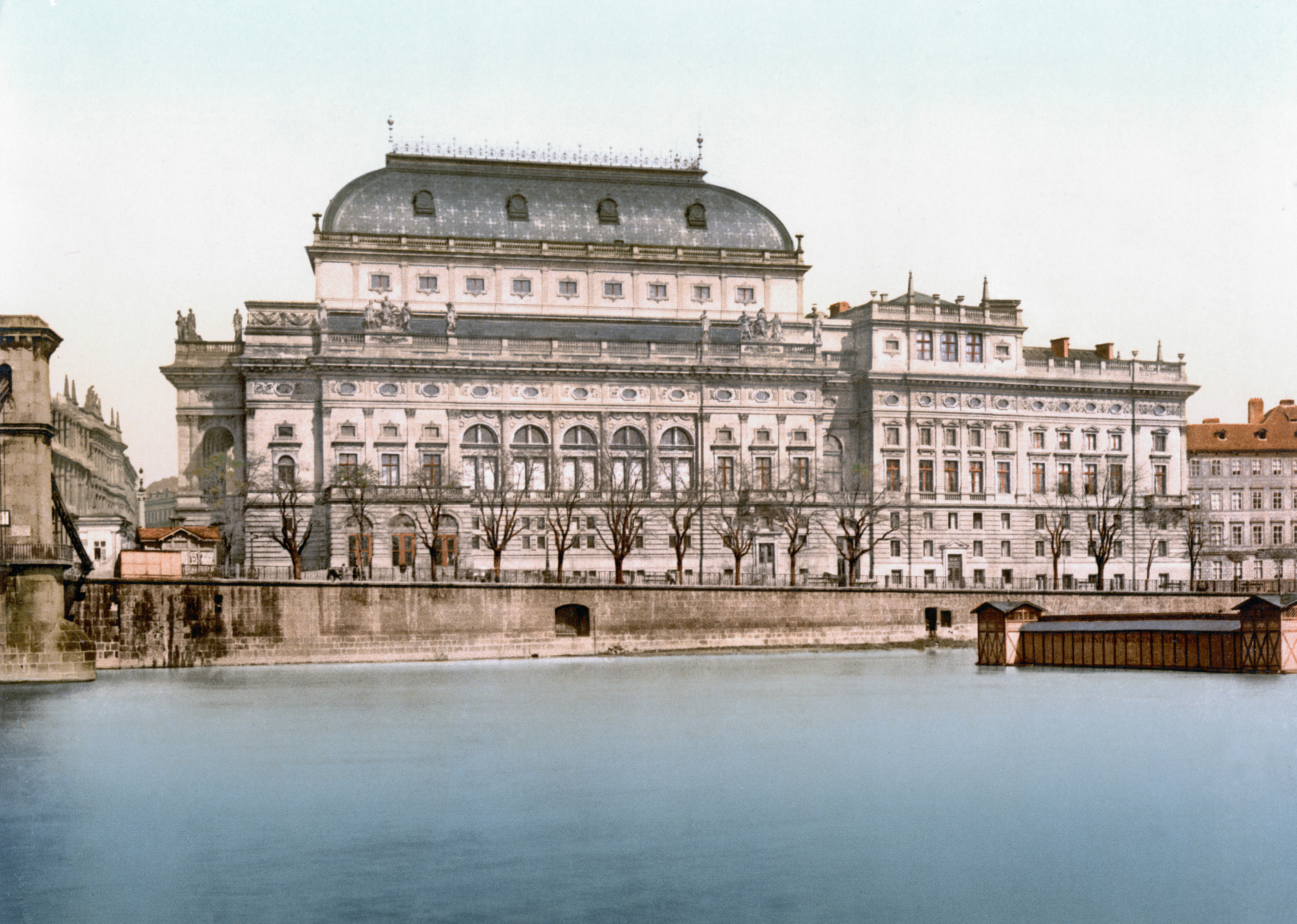
1900年頃のプラハ国民劇場

6世紀後半にスラヴ民族によりヴルタヴァ川河畔に集落が形成された。9世紀後半にはプラハ城、10世紀頃にヴィシェフラド城が建てられ、両城に挟まれたこの地に街が発達した。973年にキリスト教の司教座が置かれると、ユダヤ人の入植が始まった。しかし、プラハは度重なる戦渦に巻き込まれ、荒廃してしまう。
1346年にボヘミア王カレル1世が神聖ローマ帝国の皇帝に選ばれ、カレル4世（ドイツ語名カール4世）となると、神聖ローマ帝国の首都はプラハに移され、プラハ城の拡張や、中欧初の大学、カレル大学の創立、カレル橋の建設とヴルタヴァ川東岸市街地の整備などの都市開発が行われ、ローマやコンスタンティノープルと並ぶ、ヨーロッパ最大の都市にまで急速に発展。「黄金のプラハ」と形容されるほどだった。

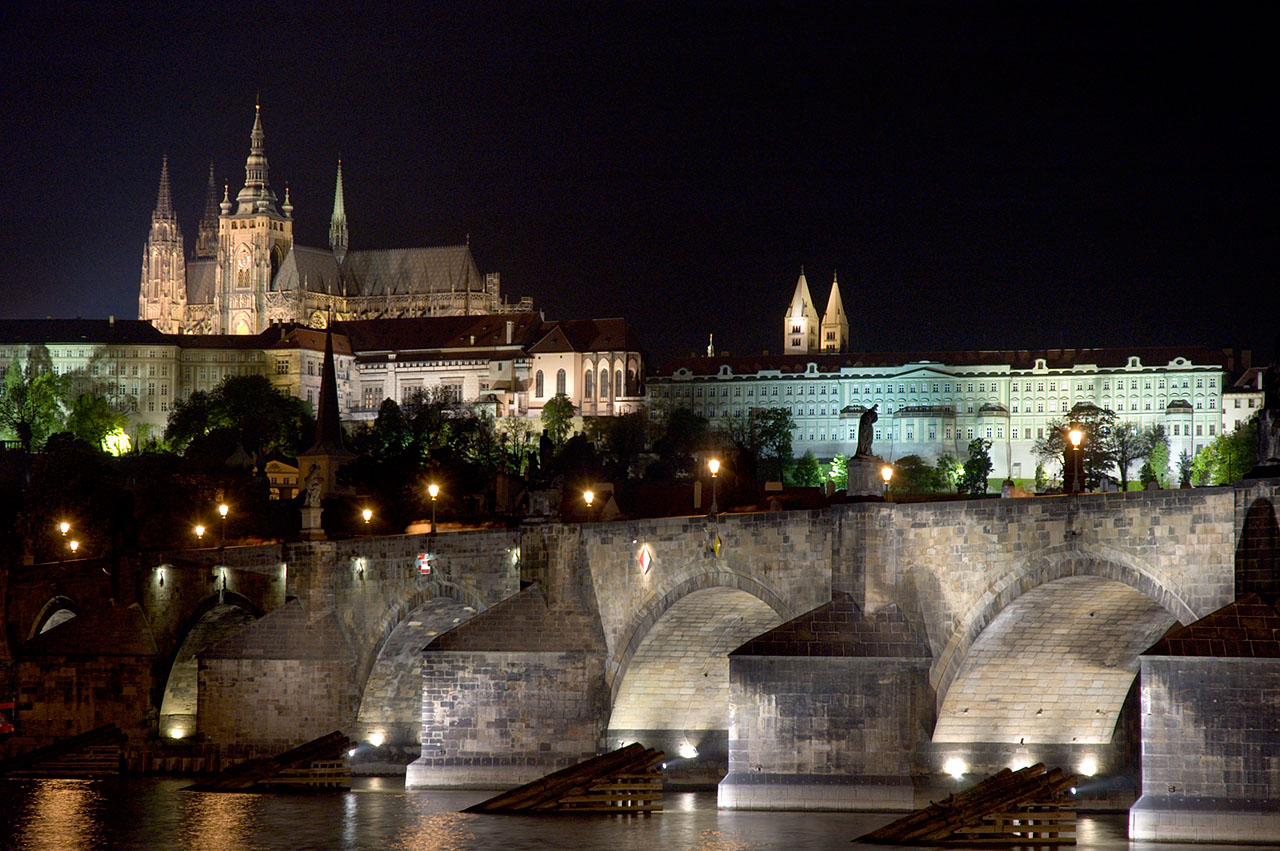
ヴルタヴァ川に架かるカレル橋とプラハ城

次代国王ヴァーツラフ4世（ドイツ語名ヴェンツェル）の治世、ヤン・フスによるローマ教皇庁への抗議が行われ、1415年にフスが火刑にされると、フス派によってフス戦争が勃発、ローマ教皇の十字軍を破るが、15世紀後半にハプスブルク家のアルブレヒト2世がボヘミア王になると、フス派はその支配下に入った。16世紀後半、ルドルフ2世の治世になると、芸術や科学を愛する王の下、プラハに芸術家、錬金術師、占星術師などが集められ、プラハはヨーロッパの文化の中心都市として栄華を極めた。しかし、1618年にプラハ城で起きたプラハ窓外投擲事件を皮切りにビーラー・ホラ（白山）の戦いが勃発し、三十年戦争に発展。1648年、カトリックの最後の牙城だったプラハはスウェーデン軍に包囲されるが、ヴェストファーレン条約が締結され、戦争は終結した。しかし、王宮はウィーンへ移転され、プラハは人口が激減する。また、チェコ語の使用禁止や、宗教弾圧や文化弾圧などを受け、チェコは独自の文化を失い、2世紀以上にわたって「暗黒の時代」といわれるチェコ民族文化の空白時代を迎えることとなる。

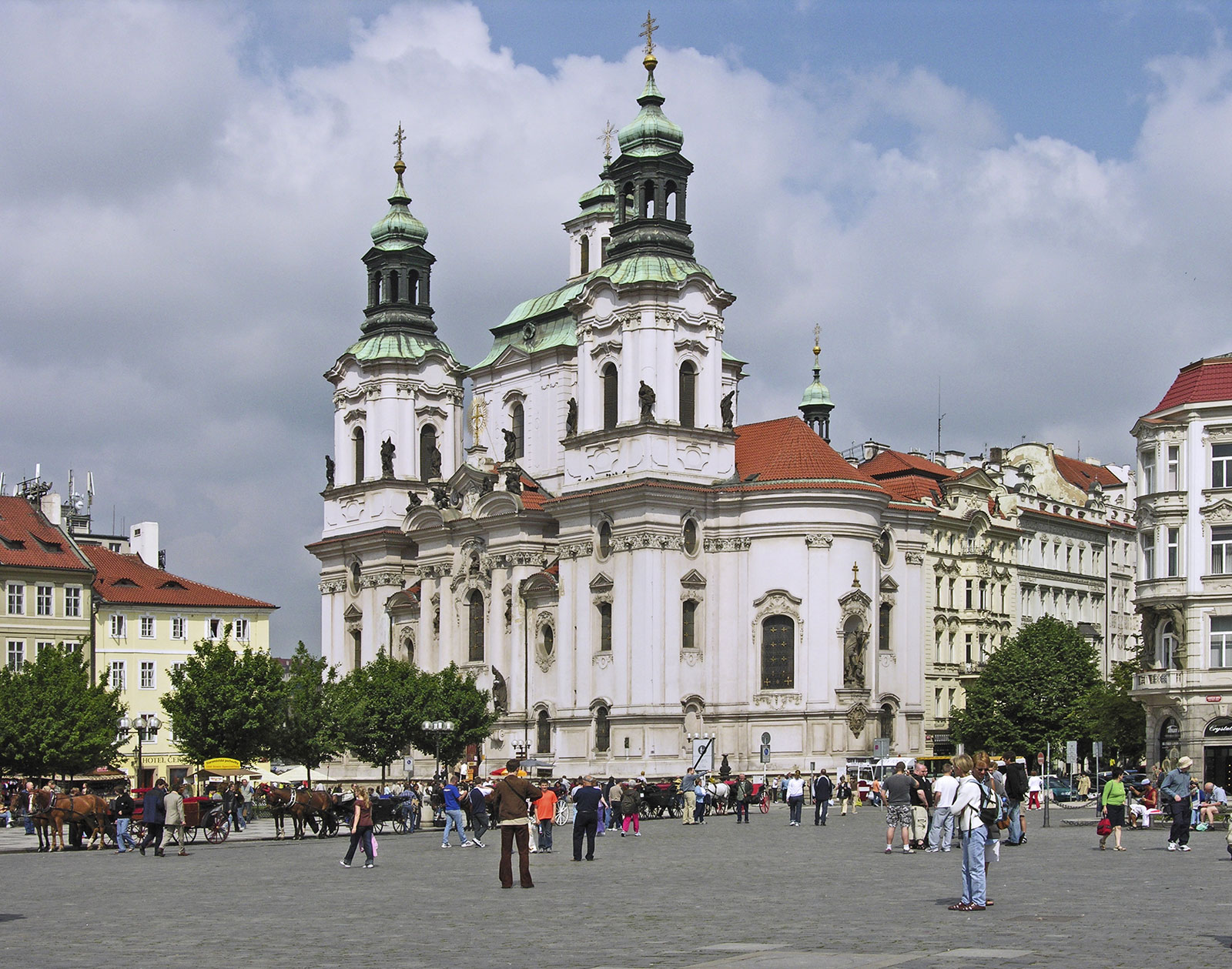
聖ニコラスの教会

一方で、1784年に4つの市議会に分かれていたプラハは、1つの市議会に統合された。その4区とは「フラッチャニ（城の丘）」（城塞・城塞の北部、および西部地区）、「マラー・ストラナ（小地区）」（下町、城塞の南部地区）、「スタレー・ムニェスト（旧市街）」（城塞の対岸・東側）、「ノヴェー・ムニェスト（新市街）」（その他の南方および東方地区）である。1848年に五区としてユダヤ人街（かつてのゲットー）が編入され、皇帝ヨーゼフ二世にちなんで「ヨゼフォフ」と名づけられた。20世紀初め、スラム化が一層進んだために大規模に再開発された。ユダヤ人墓地、シナゴーク、ユダヤ集会所などがある。
さらに町は1883年に「ヴィシェフラド（「高い城」地区）」を、1850年に有名なユダヤ教徒コミュニティーの「ヨゼフォフ」を併合した。

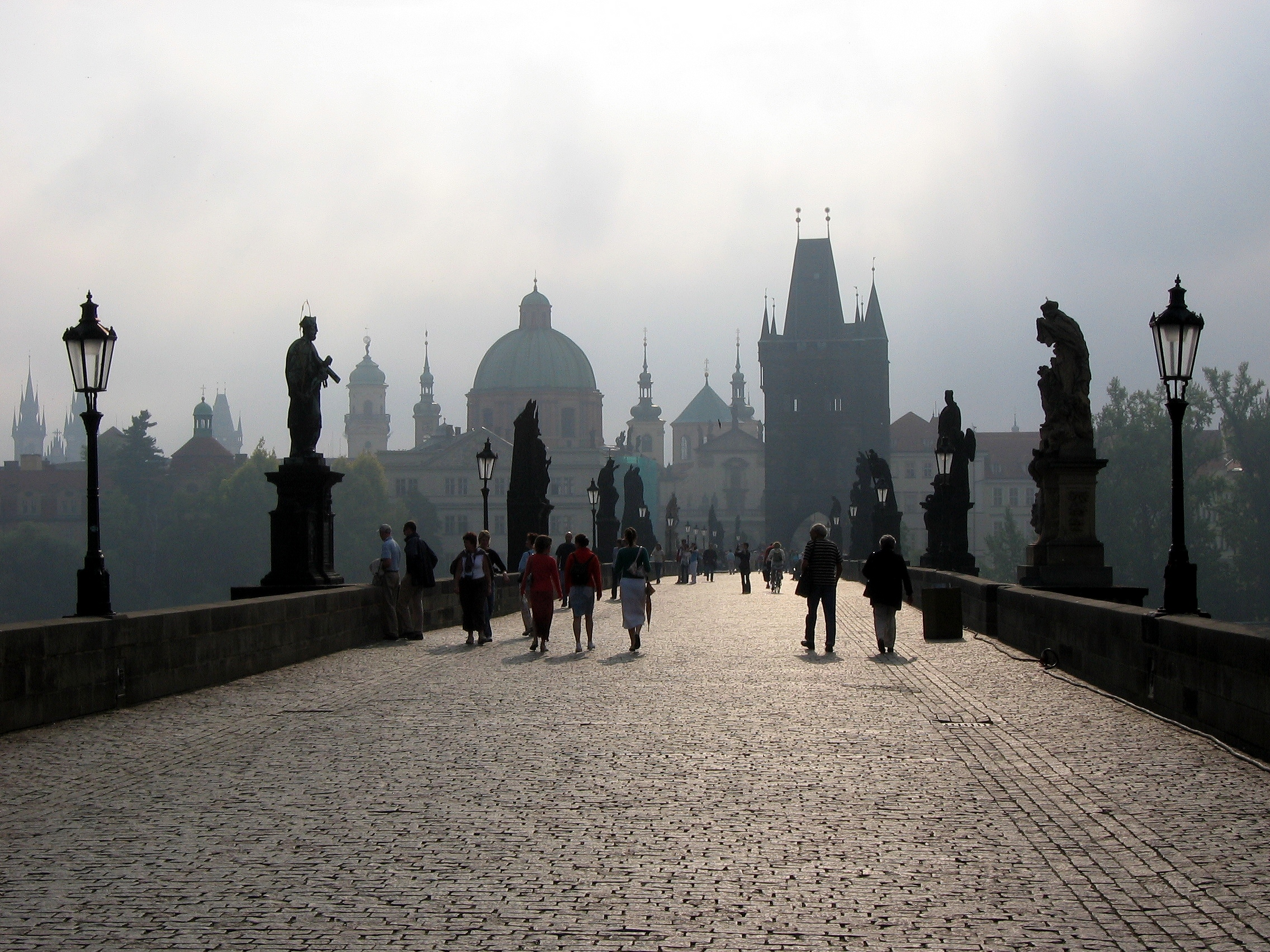
カレル橋

18世紀末、フランス革命やドイツ・ロマン主義に影響を受けた知識人らによって再び民族独立の動きが強まる。1848年にはプラハ市民によってオーストリアに対する蜂起がおこるが失敗した。第一次世界大戦終結後の1918年にオーストリア＝ハンガリー帝国が解体し、チェコスロヴァキア共和国が成立すると、プラハ城に大統領府が置かれ、首都となった。1922年初頭に、37の自治体を合併し、人口は676,000人となった。
しかし1938年に、アドルフ・ヒトラー率いるドイツ軍によって占領され、チェコスロヴァキアは解体されてしまった。第二次世界大戦中はここに居住していたユダヤ人約5万人がドイツ人によって殺害された。しかし、プラハは他の東欧中欧の都市のような大規模な戦火に曝されることはなかった。ただし一部で被害はやはり被っており、1945年2月14日にはドイツ軍に対してアメリカ軍爆撃機60機による絨毯爆撃が行われて、1800人を越える死傷者が、また数百の家屋や歴史的建造物が損なわれた。赤軍侵攻時には、旧市街広場にある「天文時計」で有名な「スタレー・ムニェスト旧市庁舎」の一部が、1945年5月7日から8日にかけてのドイツ軍装甲車両や高射砲の砲撃の被害を受け、未だに一部が失われたままである。
第二次大戦後は、社会主義国チェコスロヴァキアの首都となった。1968年にはプラハの春と呼ばれる改革運動が起こるが、ワルシャワ条約機構軍の侵攻を受け、改革派は弾圧された。しかし、1989年のビロード革命により共産党政権は崩壊、1993年にチェコとスロヴァキアが分離するとチェコの首都となった。1995年には、アール・ヌーヴォー・タウンの一角に腰をくねらせたように鉄筋とガラスの超モダンビルが出現した。
2002年にドイツ東部からチェコを襲った水害では、ヴルタヴァ川が氾濫、広範に床上浸水し、市の地下鉄が数ヶ月に渡って停止するなどの大きな被害を受けた。
プラハは、1000年以上の歴史を持つ都市であり、第一次・第二次世界大戦の被害にも、また、その後の資本主義の高度経済成長にも巻き込まれなかったことで、ロマネスク建築から近代建築まで各時代の建築様式が並ぶ「ヨーロッパの建築博物館の街」となり、ユネスコの世界遺産にも登録されている。
また2009年4月5日、米オバマ大統領によるプラハ演説が行われた地としても知られる。
2020年1月14日に上海市が声明で、プラハと友好都市関係を抹消した。プラハが13日に台北市と友好都市関係を結んだのをうけたと見られている。
上海市は声明で「中国の内政に強引に干渉し、一つの中国の原則に公然と挑戦している」と批判した。

## 地理

### プラハ市の行政区分

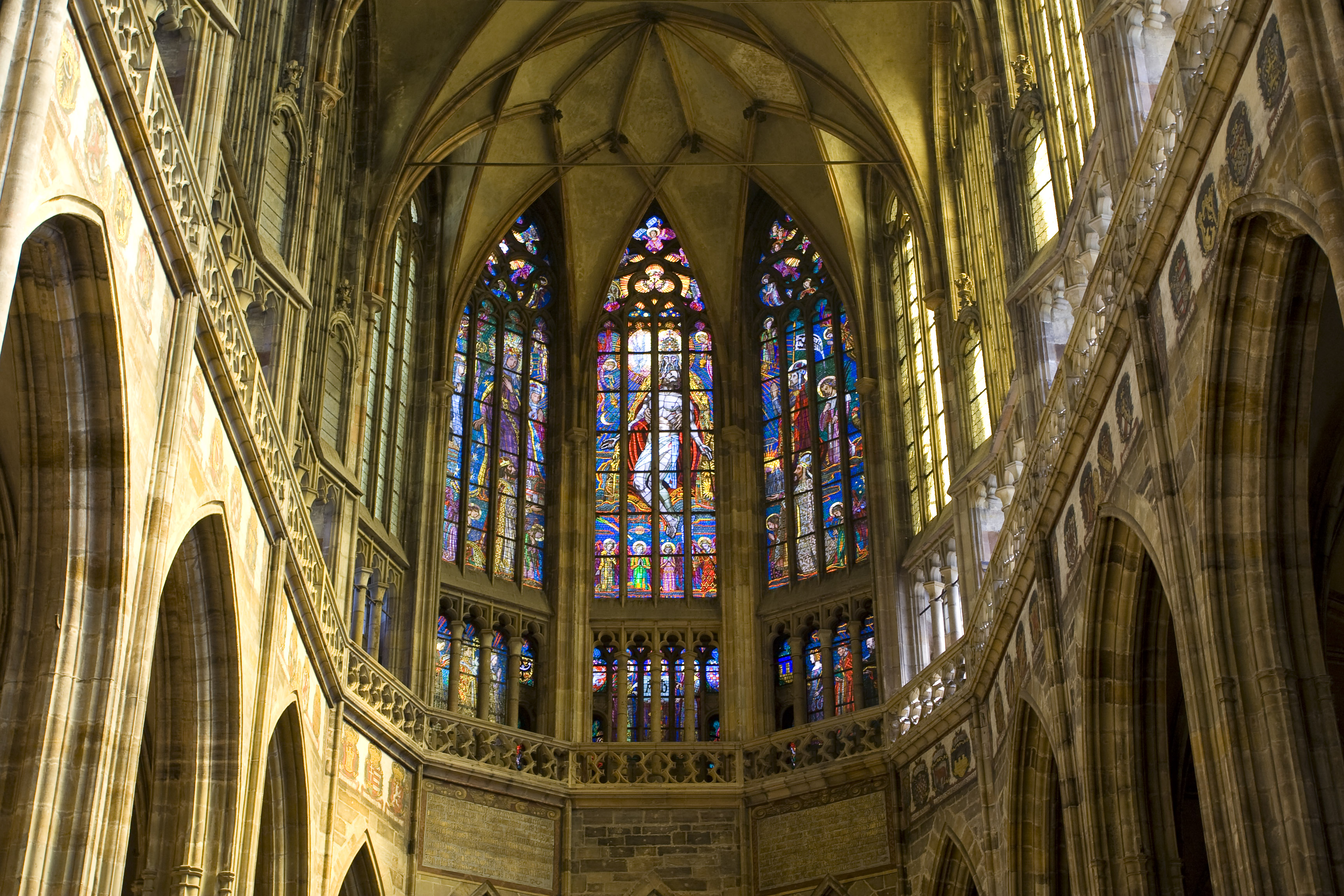
聖ヴィート大聖堂(内部)

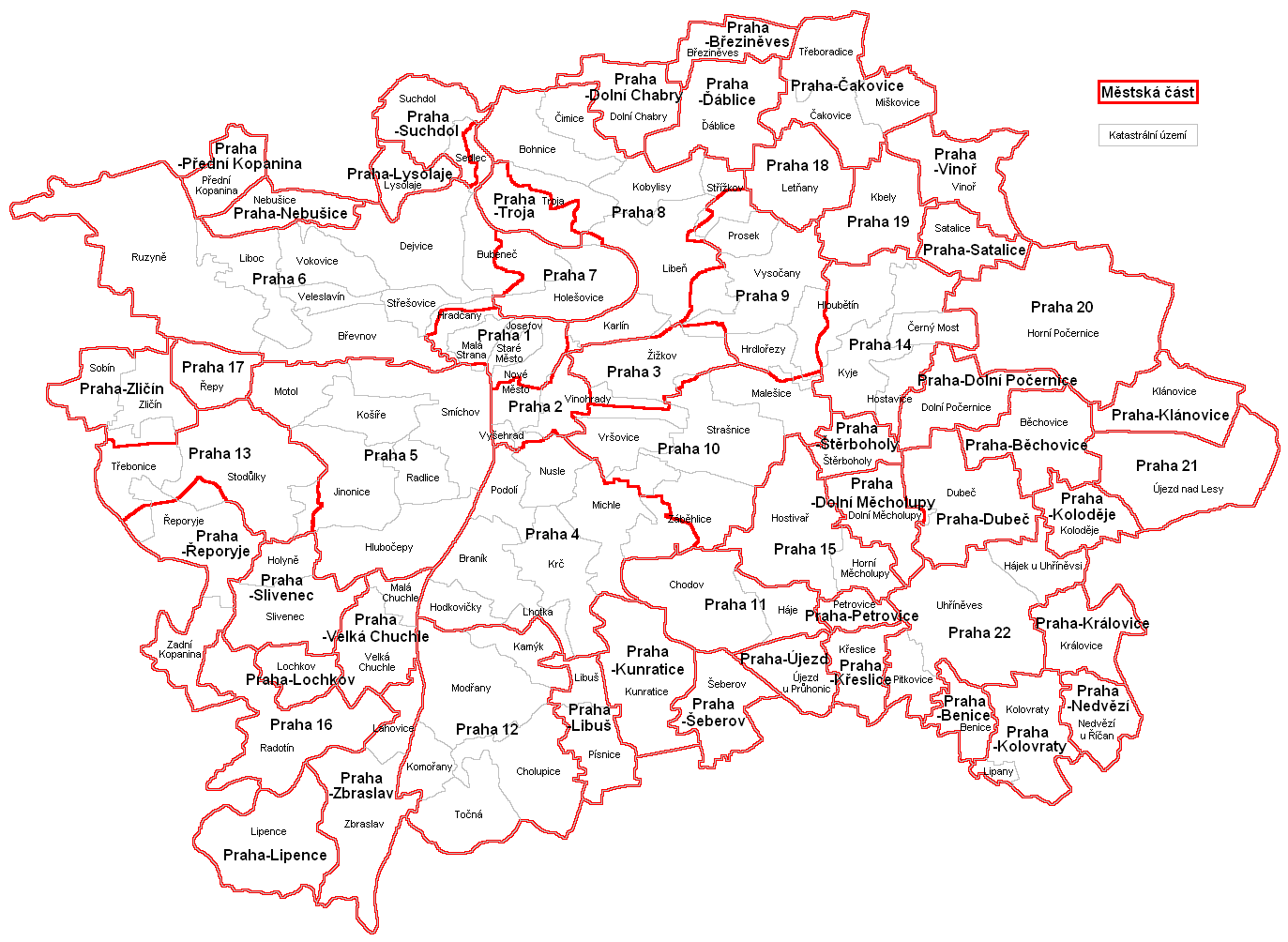
プラハの行政区画

プラハ市の地区名と地名対照表。なお、それぞれの地区に紋章がある。参照；Prague city districts |  a
| チェコ語地名 | 名前の意味                 |
| ------------ | -------------------------- |
| Staré Město  | 旧市街                     |
| Nové Město   | 新市街                     |
| Hradčany     | （城山）                   |
| Josefov      | ヨゼフォフ（ユダヤ教徒街） |
| Malá Strana  | 小地区                     |
| Smíchov      |                            |
| Vinohrady    | （葡萄園）                 |
| Žižkov       | チェコ語ではジシュカ区     |
| Vyšehrad     | （高城。要塞）             |
| Karlín       | （カロリーネの谷）         |
| Vršovice     | （小さい丘）               |
| Libeň        |                            |
| Nusle        | （匂う土地）（不光）       |
| Břevnov      |                            |
| Bubny        |                            |
| Zličín       |                            |
| Háje         | 木立                       |
| Podolí       | 谷辺                       |
| Suchdol      | 乾谷                       |

## 気候
ケッペンの気候区分によると、プラハの気候は西岸海洋性気候（Cfb）に属する。
北緯50度に位置するにもかかわらず、北大西洋海流の影響により、冬季の気温が高い。低緯度である北緯35度から北緯40度に位置する飛騨地方や長野県、東北地方内陸部よりも冬季の日平均気温と平均最低気温が高く、降雪量も少ない。
| プラハの気候                                     | プラハの気候  | プラハの気候  | プラハの気候  | プラハの気候 | プラハの気候 | プラハの気候 | プラハの気候 | プラハの気候 | プラハの気候 | プラハの気候 | プラハの気候 | プラハの気候  | プラハの気候  |
| 月                                               | 1月           | 2月           | 3月           | 4月          | 5月          | 6月          | 7月          | 8月          | 9月          | 10月         | 11月         | 12月          | 年            |
| ------------------------------------------------ | ------------- | ------------- | ------------- | ------------ | ------------ | ------------ | ------------ | ------------ | ------------ | ------------ | ------------ | ------------- | ------------- |
| 最高気温記録 °C （°F）                           | 17.4 (63.3)   | 18.5 (65.3)   | 22.5 (72.5)   | 28.6 (83.5)  | 32.8 (91)    | 37.2 (99)    | 37.8 (100)   | 36.8 (98.2)  | 33.1 (91.6)  | 27.0 (80.6)  | 19.5 (67.1)  | 17.4 (63.3)   | 37.8 (100)    |
| 平均最高気温 °C （°F）                           | 1.4 (34.5)    | 2.6 (36.7)    | 7.7 (45.9)    | 14.0 (57.2)  | 18.8 (65.8)  | 22.0 (71.6)  | 24.2 (75.6)  | 24.4 (75.9)  | 19.2 (66.6)  | 14.2 (57.6)  | 6.6 (43.9)   | 2.2 (36)      | 12.7 (54.9)   |
| 日平均気温 °C （°F）                             | −1.1 (30)     | −0.3 (31.5)   | 3.8 (38.8)    | 8.4 (47.1)   | 13.6 (56.5)  | 16.3 (61.3)  | 19.4 (66.9)  | 19.3 (66.7)  | 14.6 (58.3)  | 8.9 (48)     | 4.4 (39.9)   | 0.2 (32.4)    | 8.6 (47.5)    |
| 平均最低気温 °C （°F）                           | −3.6 (25.5)   | −3.3 (26.1)   | −0.2 (31.6)   | 3.5 (38.3)   | 8.4 (47.1)   | 12.0 (53.6)  | 14.4 (57.9)  | 14.0 (57.2)  | 10.1 (50.2)  | 5.9 (42.6)   | 2.4 (36.3)   | −1.7 (28.9)   | 4.6 (40.3)    |
| 最低気温記録 °C （°F）                           | −27.5 (−17.5) | −27.1 (−16.8) | −27.6 (−17.7) | −8.0 (17.6)  | −1.6 (29.1)  | 3.6 (38.5)   | 7.8 (46)     | 6.4 (43.5)   | 0.7 (33.3)   | −7.5 (18.5)  | −16.9 (1.6)  | −24.8 (−12.6) | −27.6 (−17.7) |
| 降水量 mm （inch）                               | 24 (0.94)     | 23 (0.91)     | 28 (1.1)      | 38 (1.5)     | 77 (3.03)    | 73 (2.87)    | 66 (2.6)     | 70 (2.76)    | 40 (1.57)    | 31 (1.22)    | 32 (1.26)    | 25 (0.98)     | 527 (20.75)   |
| 平均降水日数                                     | 14            | 12            | 14            | 11           | 14           | 13           | 18           | 14           | 12           | 14           | 13           | 12            | 161           |
| % 湿度                                           | 87            | 81            | 79            | 71           | 68           | 71           | 73           | 71           | 80           | 84           | 88           | 87            | 78            |
| 平均月間日照時間                                 | 62            | 92            | 124           | 192          | 241          | 254          | 228          | 219          | 166          | 117          | 58           | 43            | 1,796         |
| 出典1：www.weatheronline.co.uk                   |               |               |               |              |              |              |              |              |              |              |              |               |               |
| 出典2：http://www.chmi.cz/meteo/ok/extrklem.html |               |               |               |              |              |              |              |              |              |              |              |               |               |

## 観光
1996年の外国人観光客は4,772万8000人を数え、国際的な観光地として発展している。
- プラハ城
  - 聖ヴィート大聖堂
  - 聖イジー聖堂
- カレル橋

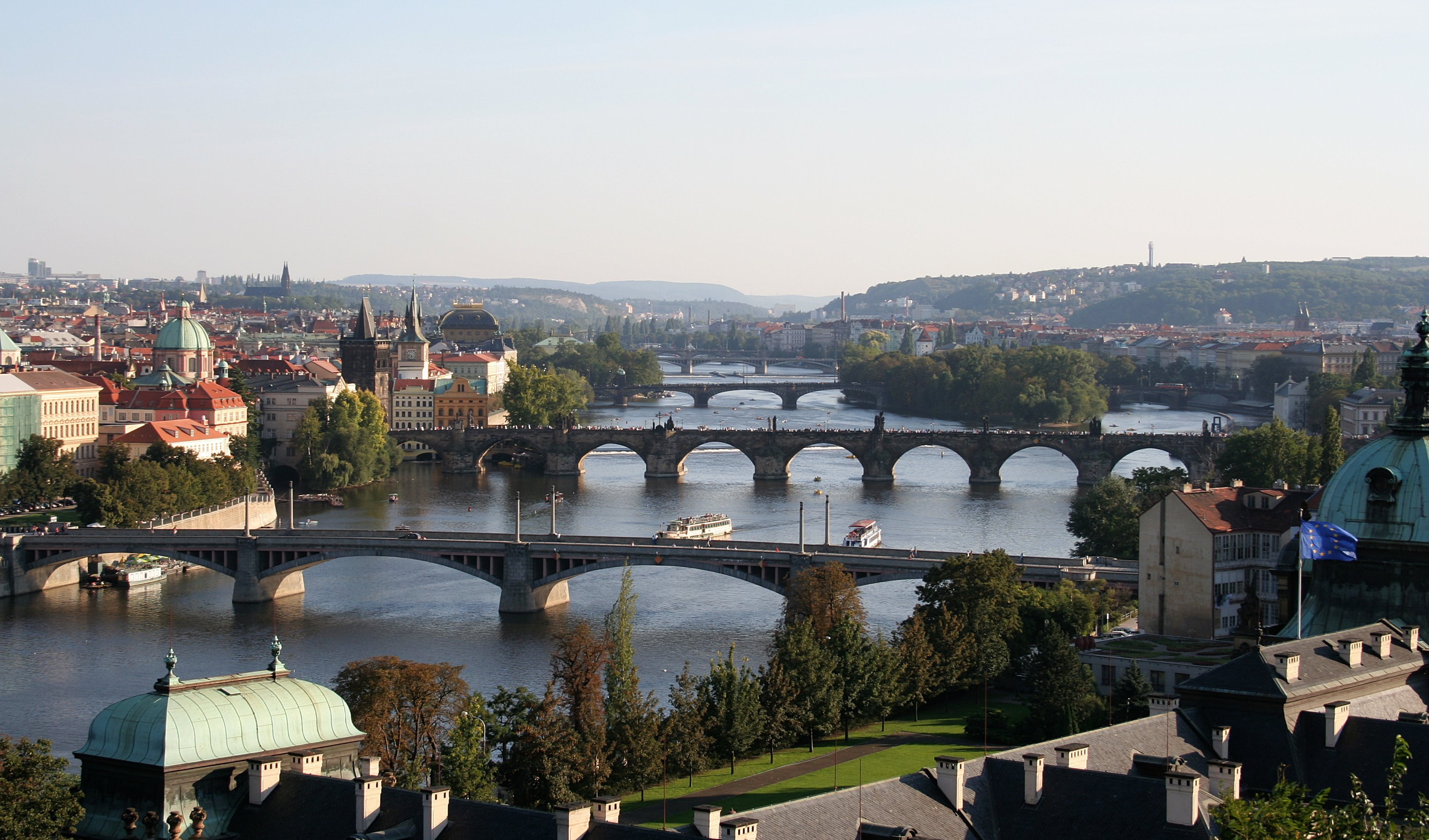
プラハの橋

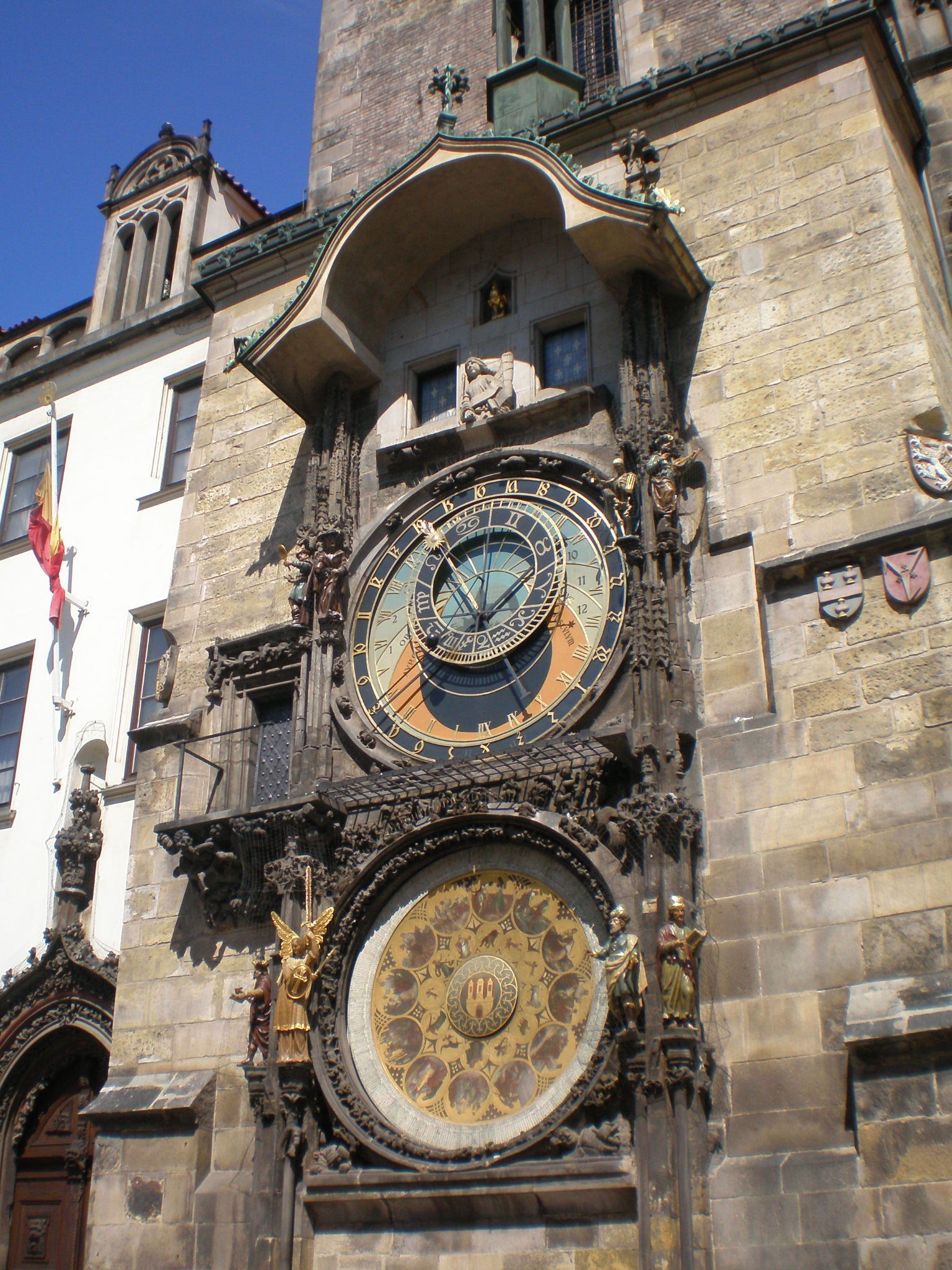
旧市庁舎の天文時計

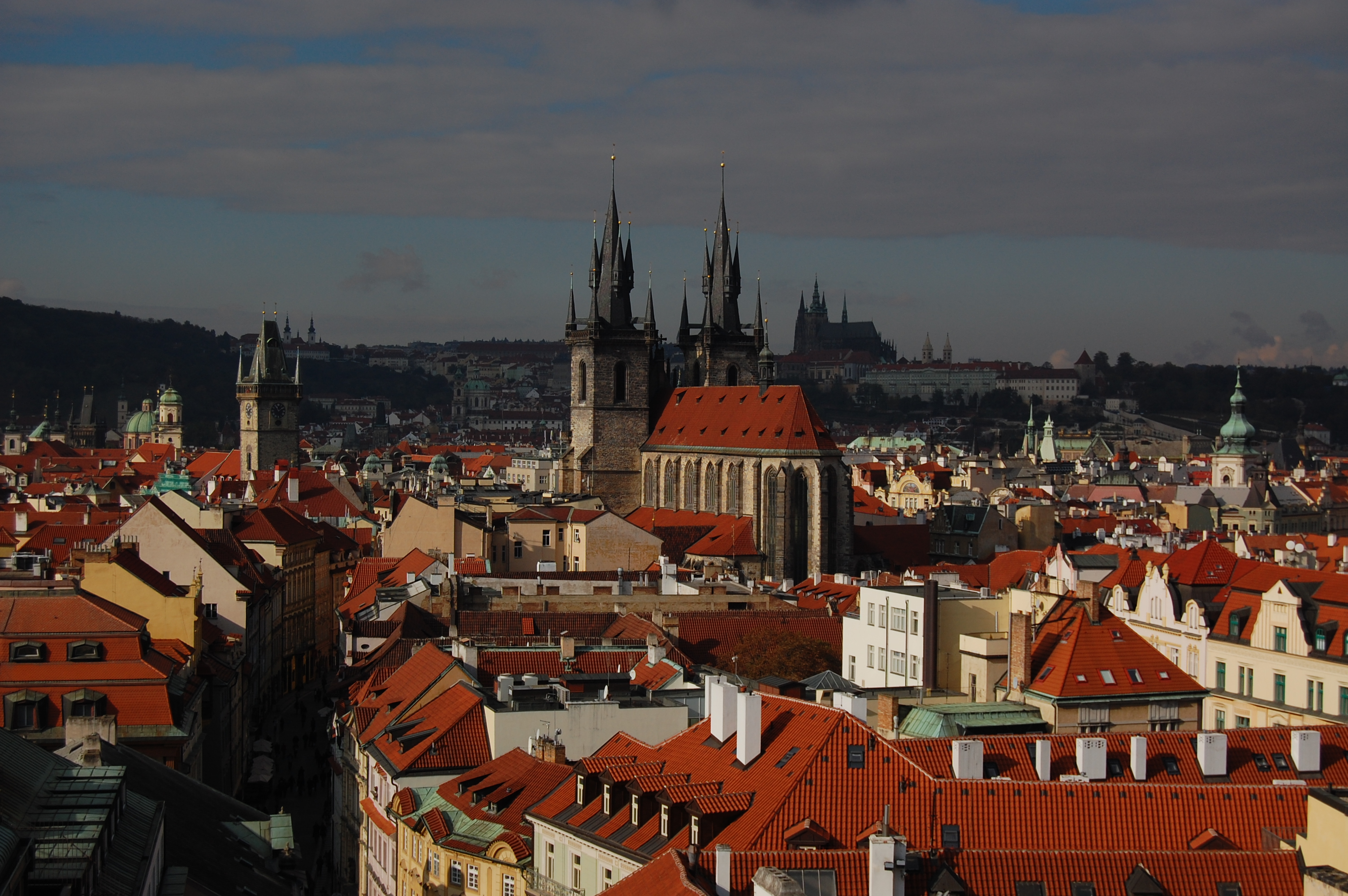
プラハの街

- マラー・ストラナ地区　プラハ城の近く、カレル橋で旧市街とつながる歴史地区で、中世の館が建ち並ぶ。
- 旧市庁舎
- ストラホフ修道院 - 1140年創建の修道院[13]
- 国民劇場
- スメタナ・ミュージアム
- 市民会館　アール・ヌーボー様式で、「市長の間」のミュシャの壁画や、とくに『のだめカンタービレ』スペシャル版のロケにも使われたコンサート会場「スメタナ・ホール」で知られる[14]。
- チェフ橋　ユダヤ人街区とレトナー公園の間を通るヴルタヴァ川にかかる橋[15]。プラハでカレル橋につぐ２番目の美しさとしばしば称される[16]。
- ユダヤ人地区　ヨーロッパで最もよく保存されているといわれる。旧・新シナゴーグがあり、ゴーレムの伝説でも知られる。
- ティーンの聖母聖堂
- 時計館
- ダンシング・ハウス
- 国立博物館
- 聖ミクラーシュ聖堂
- ゴルツ・キンスキー宮殿
- 旧市街広場　旧市街市庁舎、プラハの天文時計、ヤン・フスの像等がある。
- ベルトラムカ
- プラハ・インターナショナルホテル - スターリン様式の建造物
- 共産主義博物館
- フランツ・カフカ博物館
- ミュシャ美術館
- ヴァーツラフ広場　プラハの守護聖人ヴァーツラフの像がある。
- 聖イグナーツェ教会（聖イグナチオ教会）17世紀に建設されたヨーロッパ最大のイエズス会教会。会の守護聖人でもあるイグナチオロヨラ通りにちなんで名付けられた。ファサードはやや地味めながら美しく、内装はバロック様式できわめて豪華である[17]。

## 交通

### 航空
郊外にヴァーツラフ・ハヴェル・プラハ国際空港があり、フラッグキャリアのCSAチェコ航空のハブ空港として機能している。格安航空会社のスマートウィングズなどもハブ空港の一つにしている。近年の観光客の急激な増加により、空港の利用客は非常に大きな伸びを見せており、空港まで地下鉄、鉄道が延伸される計画がある。

### 鉄道
プラハにはヨーロッパ各地を結ぶ多くの国際列車が発着し、市内にはトラムや3路線で構成されるプラハ地下鉄が走る。
- プラハ本駅 (Zel.st.Praha-hlavni nadrazi) 国際線が発着するほか、国内へのターミナル駅でもある。
- プラハ・マサリク駅 (Zel.st.Praha Masarykovo nadrazi) プラハの中心街にある駅で、国内線の発着が多い。
- プラハ・ホレショヴィツェ駅 (Praha Holesovice) ベルリン・ブダペストやウィーン方面への列車はこちらの駅からの発着も多い。
- プラハ・デイヴィーツェ駅 (Praha Dejvice)
- プラハ・ブブニ駅 (Praha Bubny)

### バス
- プラハ・フローレンツ・バスターミナル (Autobusové nádraží Praha Florenc) 国際線バス・長距離国内線バスの全てが発着するプラハ最大のバスターミナル。改築計画がある。

## スポーツ

### アイスホッケー
チェコは1908年創設の「国際氷上ホッケー連盟」（現・国際アイスホッケー連盟）創設時からの加盟国であり、アイスホッケーは国技とも言えるスポーツである。1969年、「プラハの春」の直後、世界選手権でチェコスロヴァキアがソ連を破って優勝した時や、1998年、長野オリンピックでロシアを破って金メダルを獲得した時には、プラハの中心部、ヴァーツラフ広場は勝利を喜ぶ人の群れに埋め尽くされた。
プラハには100年以上の歴史を持つSKスラヴィア・プラハとそれに次ぐ古豪のスパルタ・プラハという2つのトップチームがあり、両チームが対戦するプラハ・ダービーは大変な盛り上がりを見せる。

### サッカー

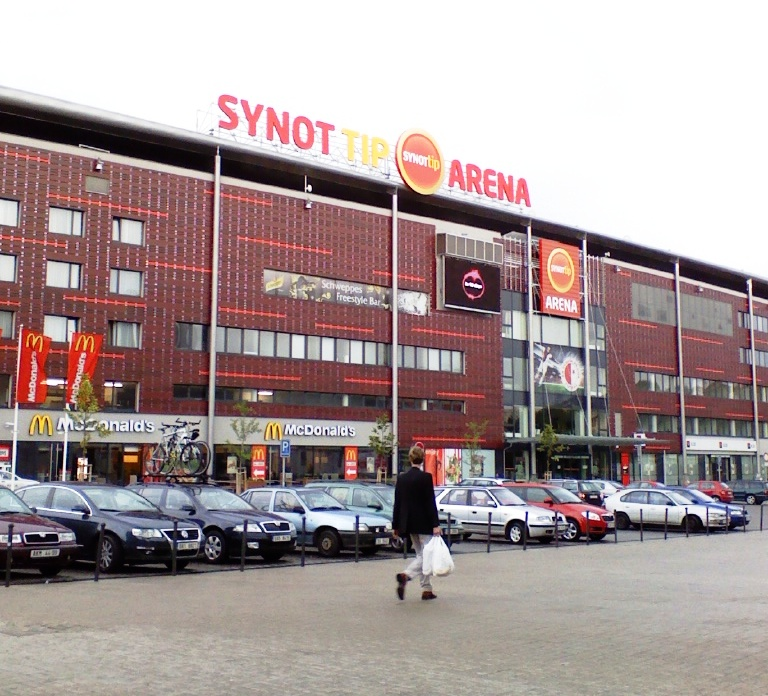
SKスラヴィア・プラハの本拠地、エデン・スタディオン

1880年代、プラハにFAルールのサッカーが伝わった。1893年にスポーツクラブのスラヴィア・プラハがサッカー部門を創設。翌年にはスパルタ・プラハの前身であるクラル・アスレチック・クラブが誕生した。その後も、1903年にボヘミアンズ・プラハが、1948年には社会主義国特有の陸軍を母体としたクラブチーム、デュクラ・プラハが生まれた。
スパルタ・プラハとスラヴィア・プラハの2チームはチェコのサッカーリーグ、チェコ1部リーグの優勝を毎年のように争うライバルであり、両チームが対戦する試合はプラハ・ダービーとして盛り上がる。
- 2016年夏季オリンピックの開催地に立候補したが、2008年6月のIOC発表にて落選。

## 住宅
プラハは大戦中の戦火を免れたことから、多様な建築様式が混在しており、住宅に関しても例外ではない。マラー・ストラナ、スタレー・ムニェスト、ノヴェー・ムニェストなどでは4階建て程度の欧州に一般に見られる共同住宅が多い。ヨゼフォフでは、地下室のある住宅が多いが、これはヴルタヴァ川の氾濫に対抗するために土地を盛り上げてスーパー堤防としたため、それまでの1階が地下室になったものである。
郊外では、共産党政権時代の共同住宅が多くみられる。

## 姉妹都市
- 1990年 -  ハンブルク
- 1990年 -  フランクフルト・アム・マイン
- 1990年 -  シカゴ
- 1990年 -  ニュルンベルク
- サンクトペテルブルク（1991年 - 2014年）
- 1992年 -  フェニックス
- モスクワ（1995年 - 2014年）
- 1995年 -  ベルリン
- 1996年 -  京都市
- 1997年 -  パリ
- 2003年 -  ブリュッセル
- 2013年 -  広州市
- 北京市（2016年 - 2019年）[18][19]
- 2020年 -  台北市

## ギャラリー

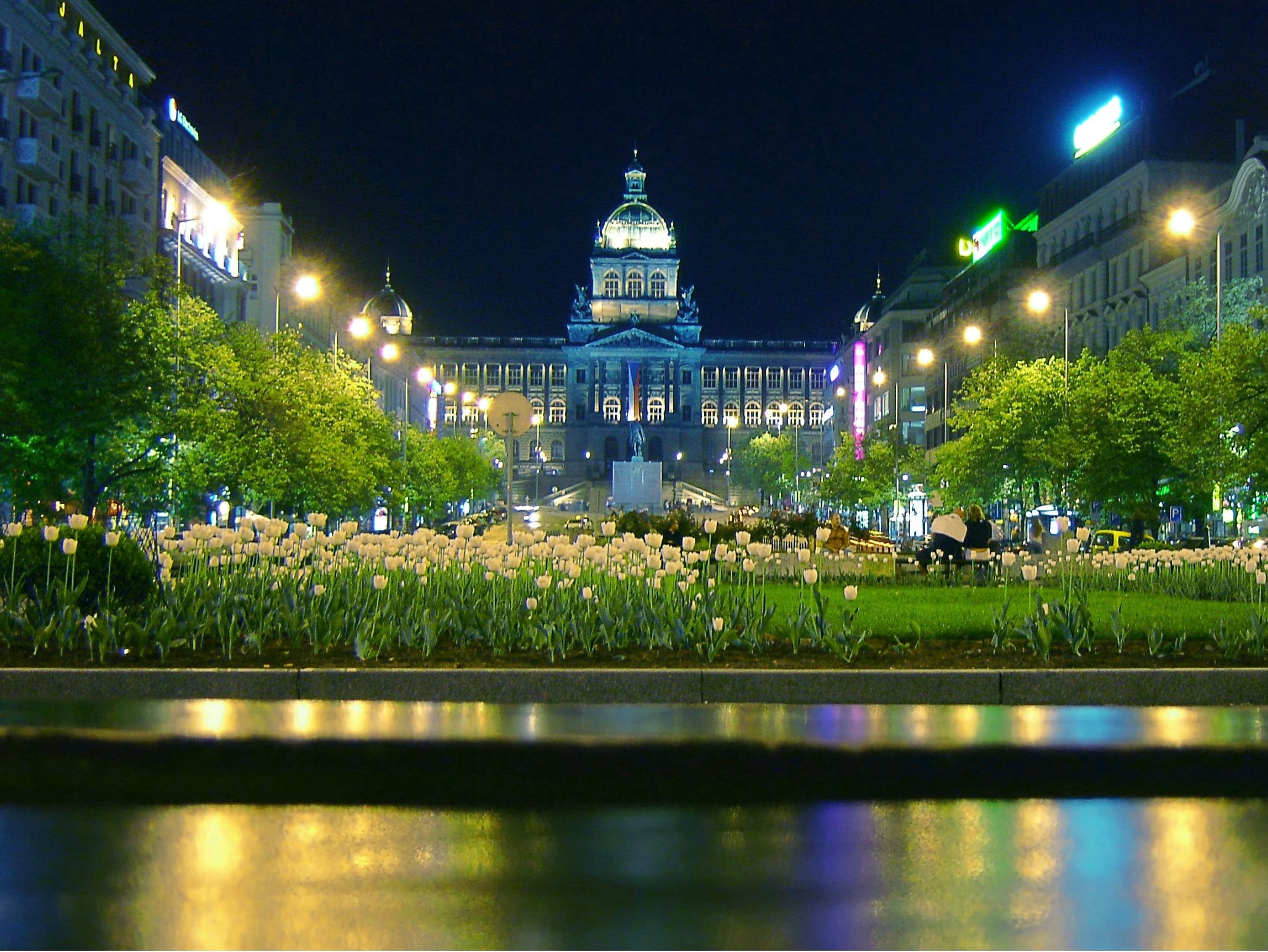
ヴァーツラフ広場と国立博物館
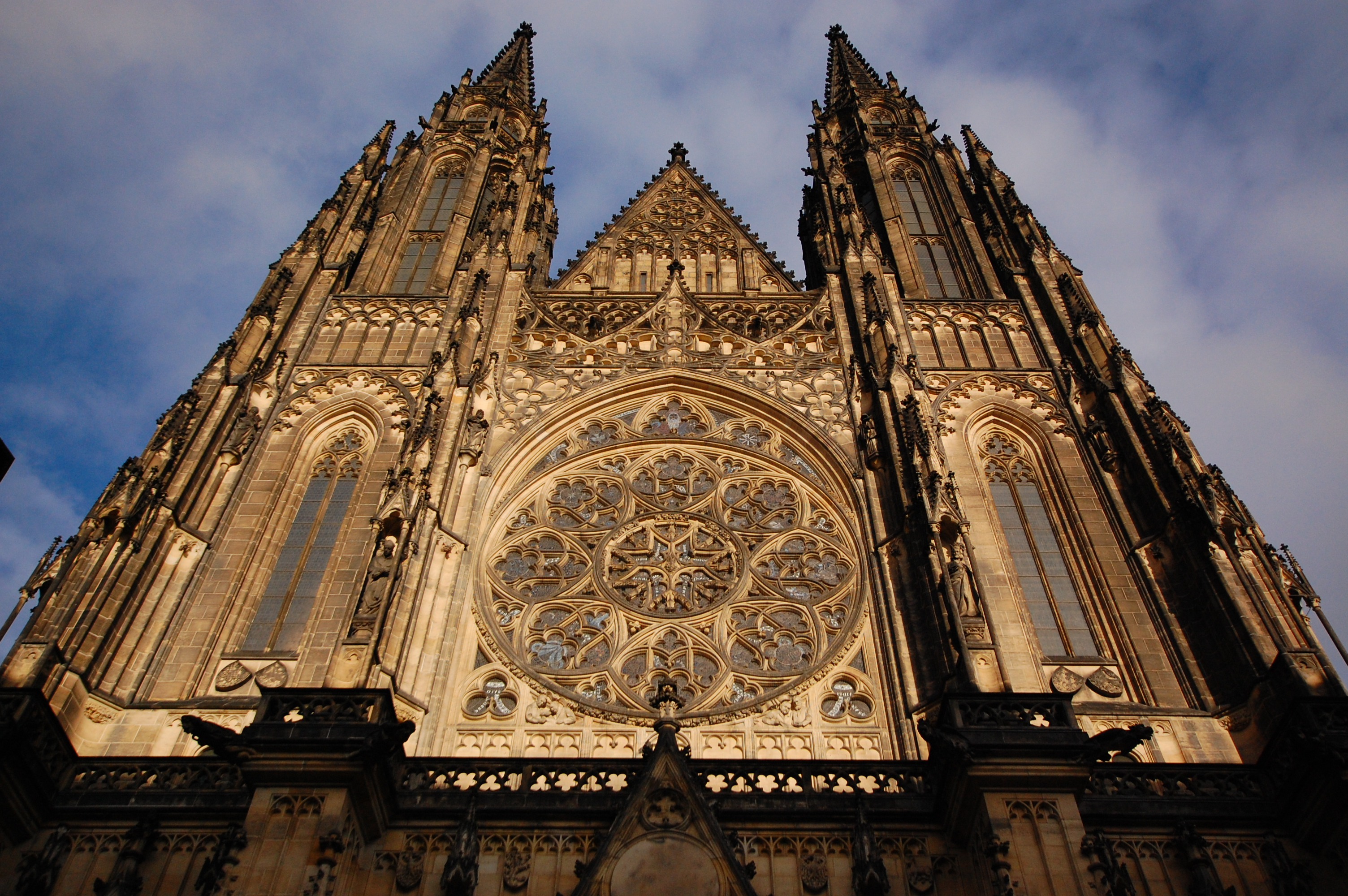
聖ヴィート大聖堂(正面)
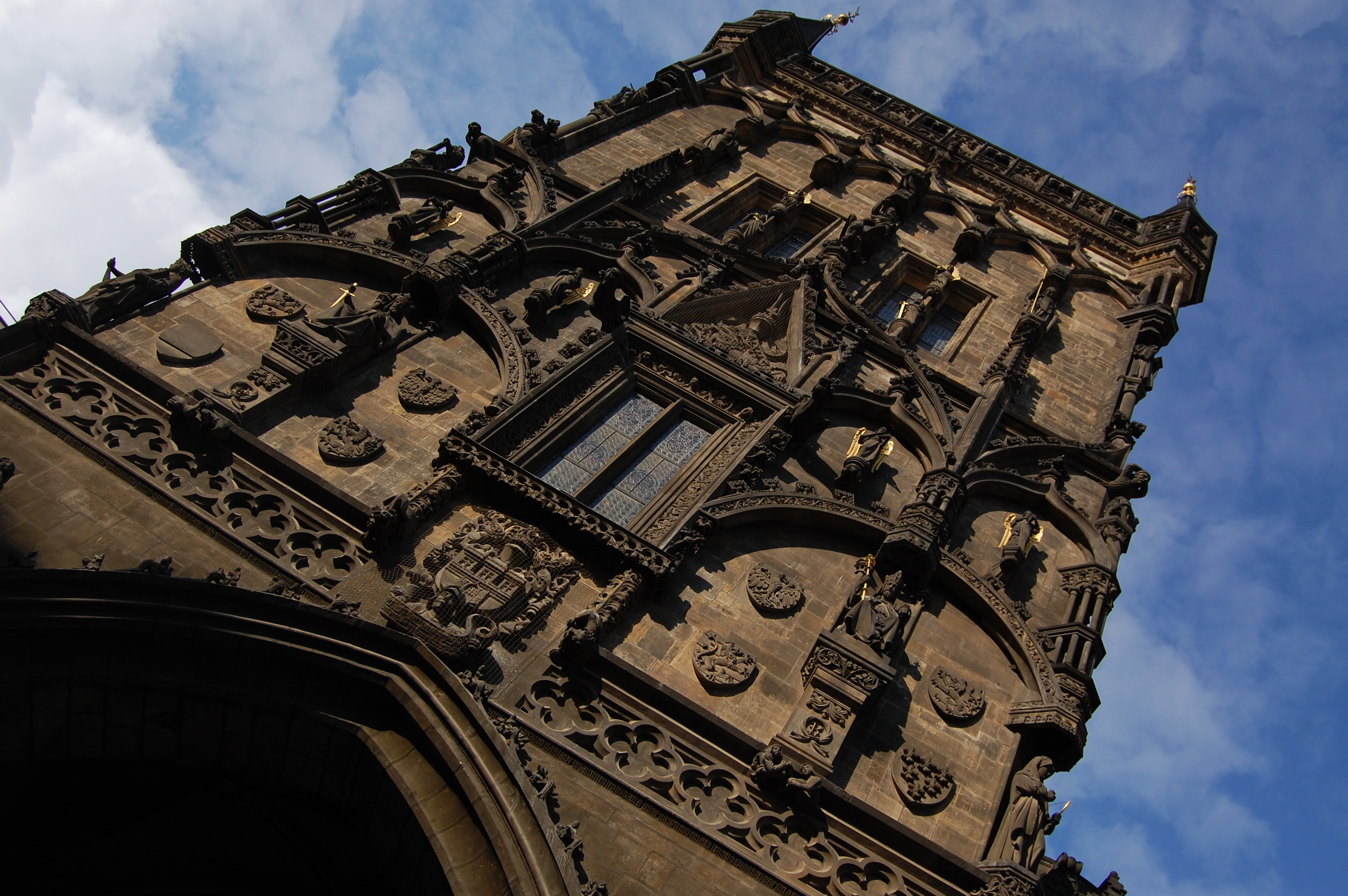
火薬塔
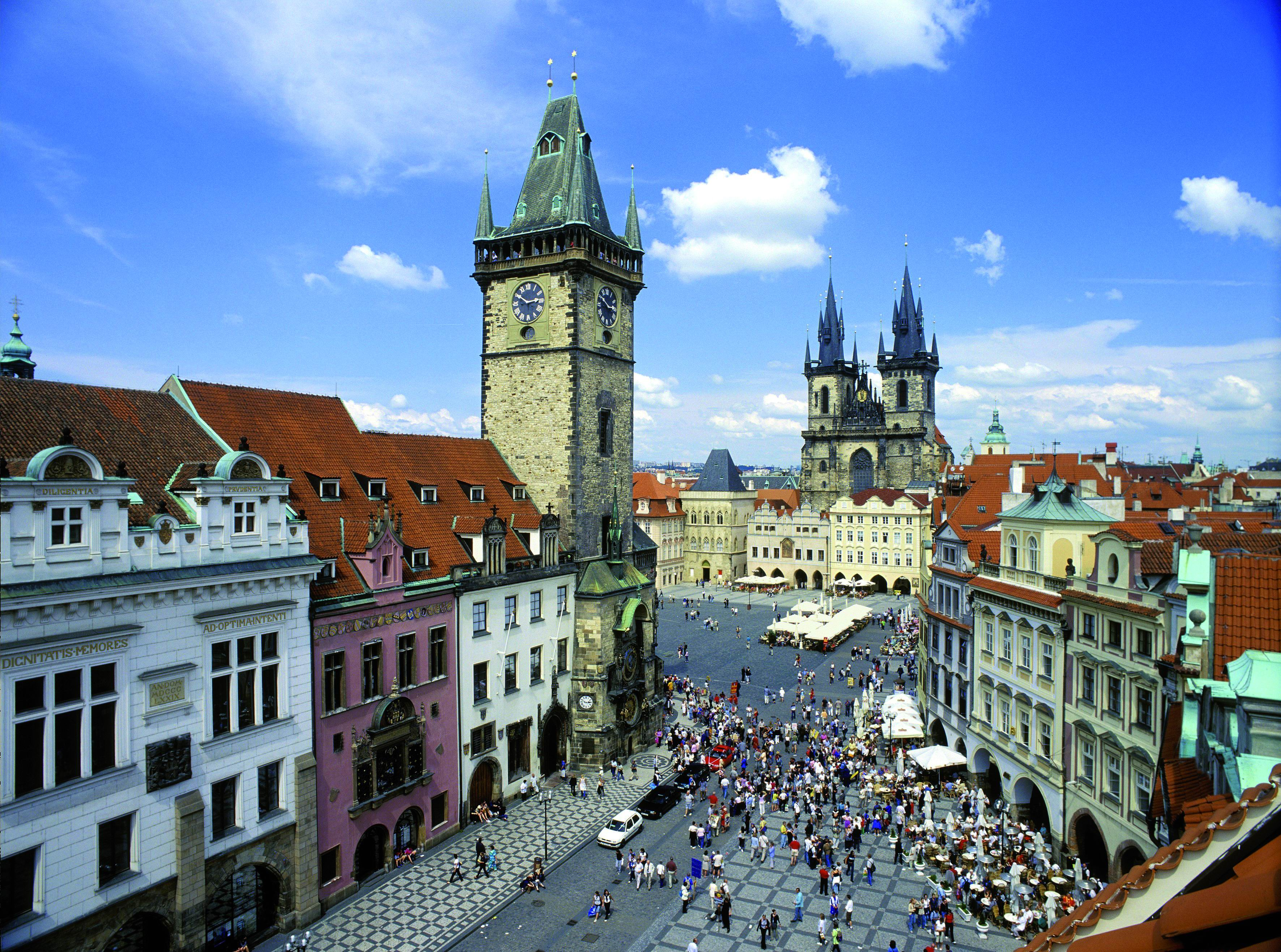
旧市街広場

## プラハ出身者、関連人物
チェコ人の一覧も参照。
- ジュゼッペ・アルチンボルド - 画家
- マックス・ヴェルトハイマー - ゲシュタルト心理学者。ユダヤ系
- フランツ・ヴェルフェル - 作家。ユダヤ系
- カール・カウツキー - 政治家、社会民主主義者
- フランツ・カフカ - 作家、ユダヤ系
- エゴン・キッシュ - 作家。ユダヤ系
- フランツ・グリルパルツァー - 劇詩人
- ハンス・ケルゼン - 公法学者・国際法学者。ユダヤ系
- カール・フェルディナント・コリ - 生化学者。ユダヤ系
- ゲルティ・コリ（ゲルティ・テレーザ・ラドニッツ）- 生化学者。ユダヤ系
- イジー・スコブラ - 陸上競技選手
- カール・ドイッチュ - 政治学者
- ヤン・ネルダ - ジャーナリスト、作家、詩人。マラー・ストラナにはちなんだネルドヴァ通りがある。
- ヴァーツラフ・ハヴェル - 劇作家。大統領（1993-2003年）
- エドゥアルト・ハンスリック - 音楽学者
- 隆の山俊太郎 - 大相撲力士。本名パヴェル・ボヤル。初のチェコ出身の十両、幕内力士。非常に軽量（体重約100 kg）な力士としても知られる。
- テュヒョ・ブラーエ - 天文学者
- マックス・ブロート - 作家。ユダヤ系
- ユリウス・ポコルニー - 言語学者。ユダヤ系
- ベルナルト・ボルツァーノ - 論理学者
- イグナーツ・モシェレス - 作曲家。ユダヤ系
- ロマン・ヤコブソン - 言語学者。ユダヤ系
- ライナー・マリア・リルケ - 詩人
- ユダ・レーヴ - ラビ。カバラー研究家
- ヨゼフ・コウデルカ - 写真家。プラハの春を撮影し、発表。
- ヤン・シュヴァンクマイエル - 映像作家。
- 梅本こころ - プラハ国立オペラ座バレエ団。日本人初
- ベラ・チャスラフスカ - 体操選手
- フィリップ・ミナリク - 騎手
- ヴォルフガング・アマデウス・モーツァルト - オーストリアの作曲家。ウィーン楽派に分類されるがプラハでウィーン以上に人気があり一時期活動拠点にしていた。「モーツァルトとプラハ」に詳しい。

## プラハが舞台となった芸術作品

### ロケ地インセンティブ制度
プラハは中世から現代にいたるまでのヨーロッパの街並みや宮殿、寺院建築があること、西ヨーロッパの比べて物価が安いことなどから映画などのロケ地に使用されることが多い。行政も製作費の20パーセントを還元するインセンティブ制度を導入して内外からのロケの誘致に積極的である。

### 音楽
- 交響曲第38番 ニ長調 K. 504（モーツァルト） - 「プラハ」の通称を持つ。これは初演の場所がプラハであったことにちなむものであり、楽曲中特にプラハの情景が描写されている訳ではない。
- 交響曲第8番 ト長調 作品88 B. 163（ドヴォルザーク）
- 連作交響詩「わが祖国」（スメタナ）
- プラハのための音楽1968（カレル・フサ）（吹奏楽曲）
- プラハの女（島谷ひとみ）（アルバム曲） - カレル橋などプラハの情景が歌中に登場する。
- Praha（木住野佳子）（アルバム）
- PRAHA（岩崎宏美）（アルバム）
- Be My Last（宇多田ヒカル） - PVはチェコのプラハで撮影が行われた。

### 小説
- 「存在の耐えられない軽さ」（1984年、ミラン・クンデラ、集英社文庫）
- 「プラハの春」（1997年、春江一也、集英社）
- 「アウステルリッツ」（2001年、W・G・ゼーバルト、白水社）
- 「虐殺器官」（2007年、伊藤計劃、早川書房）

### 映画
- プラーグの大学生（1913年、26年、35年、ドイツ映画）原作はハンス・ハインツ・エーヴェルス。
- 死刑執行人もまた死す（1943年のアメリカ・ナチス抗議映画、フリッツ・ラング監督）
- ひなぎく（1966年、チェコスロヴァキア映画、ヴェラ・ヒティロヴァ監督）
- アマデウス（1984年、アメリカ映画） - 物語の舞台はウィーンだが、ロケはほぼ全編プラハで行われた。
- 存在の耐えられない軽さ（1988年、アメリカ映画。上記小説の映画版）
- KAFKA 迷宮の悪夢（1991年、アメリカ映画）
- プラハ （1992年、イギリス映画）
- マイセン幻影（1992年、イギリス・イタリア・ドイツ合作）
- ミッション:インポッシブル（1996年、アメリカ映画）
- コーリャ 愛のプラハ（1996年のイギリス/チェコ合作、ヤン・スヴェラーク監督、アカデミー外国語映画賞）
- プラハ! （2001年、チェコ映画）
- 9デイズ（2002年、アメリカ映画）
- ブレイド2（2002年、アメリカ映画）
- トリプルX（2002年、アメリカ映画）ヴィン・ディーゼル主演の2002年のアメリカのアクション映画。
- 変身（2002年、ロシア映画）
- 007 カジノ・ロワイヤル（2006年、アメリカ、イギリス、ドイツ、チェコ合作）
- ナルニア国物語/第2章:カスピアン王子の角笛（2008年、アメリカ映画）
- ブラザーズ・ブルーム（2009年、アメリカ映画）
- エネミーオブUSA（2009年、アメリカ映画）
- のだめカンタービレ 最終楽章 前編（2009年、日本映画）
- のだめカンタービレ 最終楽章 後編（2010年、日本映画）
- スパイダーマン・ファーフロムホーム（2019年、アメリカ映画）

### ゲーム
- キャノンダンサー（1996年）

ステージ5後半「連邦首府プラハ」として登場、連邦政府の首都という設定になっている。
- メタルギアソリッド4 （2008年）

プラハをモデルとしたステージが登場する。
- Forza Motorsport 5（2013年）
- Forza Motorsport 6（2015年）

レーシング・ゲーム。プラハの市街地コースが登場している。